# Карачунское сельское поселение
Карачунское сельское поселение — муниципальное образование в Рамонском районе Воронежской области.
Административный центр — село Карачун.

## География
Сельское поселение расположено в северо-восточной части района на правобережье реки Воронеж. На севере территория муниципального образования граничит с Липецкой областью; на востоке со Ступинским сельским поселением; на юге — с Берёзовским сельским поселением; на западе — с Комсомольским сельским поселением.
Территория располагается в пределах Воронежского кристаллического массива, являющегося частью Восточно-Европейской платформы. На размытой поверхности кристаллического фундамента залегают девонские отложения, перекрытые меловой системой, а также палеогеновыми, неогеновыми и четвертичными образованиями.
Комплекс покровных отложений представлен лёссовидными суглинками и супесями и в меньшей степени песками. Территория характеризуется достаточно однородными метеорологическими условиями.
По данным «Территориального фонда информации по природным ресурсам и охраноокружающей среды МПР России по Центральному федеральному округу» на территории поселения месторождения полезных ископаемых отсутствуют.
По территории поселения протекает река Воронеж. Имеется несколько прудов, и ручьев. На территории Карачунского сельского поселения располагается Воронежский заповедник, лесхоз ВГЛТА.

## Населённые пункты
В состав сельского поселения входят 6 населённых пунктов:
- село Карачун,
- село Глушицы,
- село Пекшево,
- деревня Писаревка,
- село Сенное,
- деревня Ситная.

## Экономика
Основная экономическая составляющая развития сельского поселения – розничная торговля (7 торговых точек). Единственной отраслью экономики Карачунского сельского поселения является сельское хозяйство. Экономической базой являются предприятия, организации и учреждения по следующим видам экономической деятельности:
- оптовая и розничная торговля;
- транспорт и связь;
- здравоохранение.[5]

## Социальная сфера

### Здравоохранение
На территории Карачунского сельского поселения располагаются 2 фельдшерско-акушерских пункта.

### Образование
Общеобразовательные школы, дошкольные детские учреждения и детские внешкольные учреждения на территории поселения отсутствуют.

### Досуг
На территории поселения в селе Карачун и селе Глушицы располагаются досуговые центры с общей вместимостью 250 человек, а также две библиотеки с книгохранилищами на 6,09 тыс. томов в селе Карачун и на 3,97 тыс. томов в селе Глушицы.

## Население
| 2010 | 2012 | 2013 | 2014 | 2015 | 2016 | 2017 |
| ---- | ---- | ---- | ---- | ---- | ---- | ---- |
| 600  | ↗617 | ↘606 | ↘598 | ↗610 | ↘606 | ↘597 |
| 2018 |      |      |      |      |      |      |
| ↘584 |      |      |      |      |      |      |